# Chiesa di Santa Maria Assunta (Vigonovo di Fontanafredda)
La chiesa di Santa Maria Assunta è la parrocchiale di Vigonovo, frazione di Fontanafredda, in provincia di Pordenone e diocesi di Concordia-Pordenone; fa parte della forania dell'Alto Livenza.

## Storia
La prima pieve di Vigonovo fu riedificata forse verso il termine dell'Alto Medioevo, ma il primo documento che ne attesta l'esistenza è una bolla del 1186 di papa Urbano III. L'edificio fu depredato e distrutto dai Turchi durante la loro invasione del 1499, la chiesa venne ricostruita all'inizio del XVI secolo. Nel 1838 era stato deliberato di riedificare la pieve ed erano pure iniziati i lavori, che furono subito dopo sospesi ed il progetto si arenò. Una ventina di anni dopo rinacque l'idea di rifare la chiesa ed il disegno fu affidato al cenedese Lorenzo Armellin. L'attuale parrocchiale venne costruita nel 1857 e consacrata il 25 ottobre 1868 dal vescovo di Concordia Nicolò Frangipane. Il campanile, alto 62,25 metri, fu eretto tra il 1880 ed il 1900.

## Interno
Opere di pregio conservate all'interno della chiesa sono l'organo della ditta cremasca Tamburini, inaugurato nel 1903 da Giuseppe Sarto, futuro papa Pio X, una pala di Andrea Vicentino del 1597 con la Beata Vergine Assunta assieme ai Dodici Apostoli ed un donatore, il dipinto raffigurante l'Assunzione di Maria in Cielo, opera del 1947 di Duilio Corompai, il fonte battesimale e, di Giuseppe De Lorenzi, una pala del 1859 il cui soggetto è la Madonna del Carmine assieme a San Domenico.